# Tzihuactlayahuallohuatzin
Tzihuactlayahuallohuatzin fue el segundo rey de Tiliuhcan. Es mencionado en la Crónica Mexicáyotl.

## Biografía
Tzihuactlayahuallohuatzin fue hijo de Tezozómoc, famoso rey de Azcapotzalco. Sus hermanos fueron los reyes Aculnahuacatl Tzaqualcatl, Cuacuauhpitzáhuac, Epcoatl y Maxtla; y su hermana la reina Ayauhcíhuatl. Fue tío de Tlacatéotl y Chimalpopoca.
Fue instalado por su padre como gobernante de Tiliuhcan tras la muerte de Tlacacuitlahuatzin en la primera mitad del siglo XV.